# Camponotus elegans
Espèce
Synonymes
Camponotus claripes elegans (Forel, 1902)
Camponotus elegans est une espèce d'insectes hyménoptères de la famille des formicidés. Elle est trouvée dans le sud-est du Queensland et en Australie-Occidentale.